# Marche des quarante mille

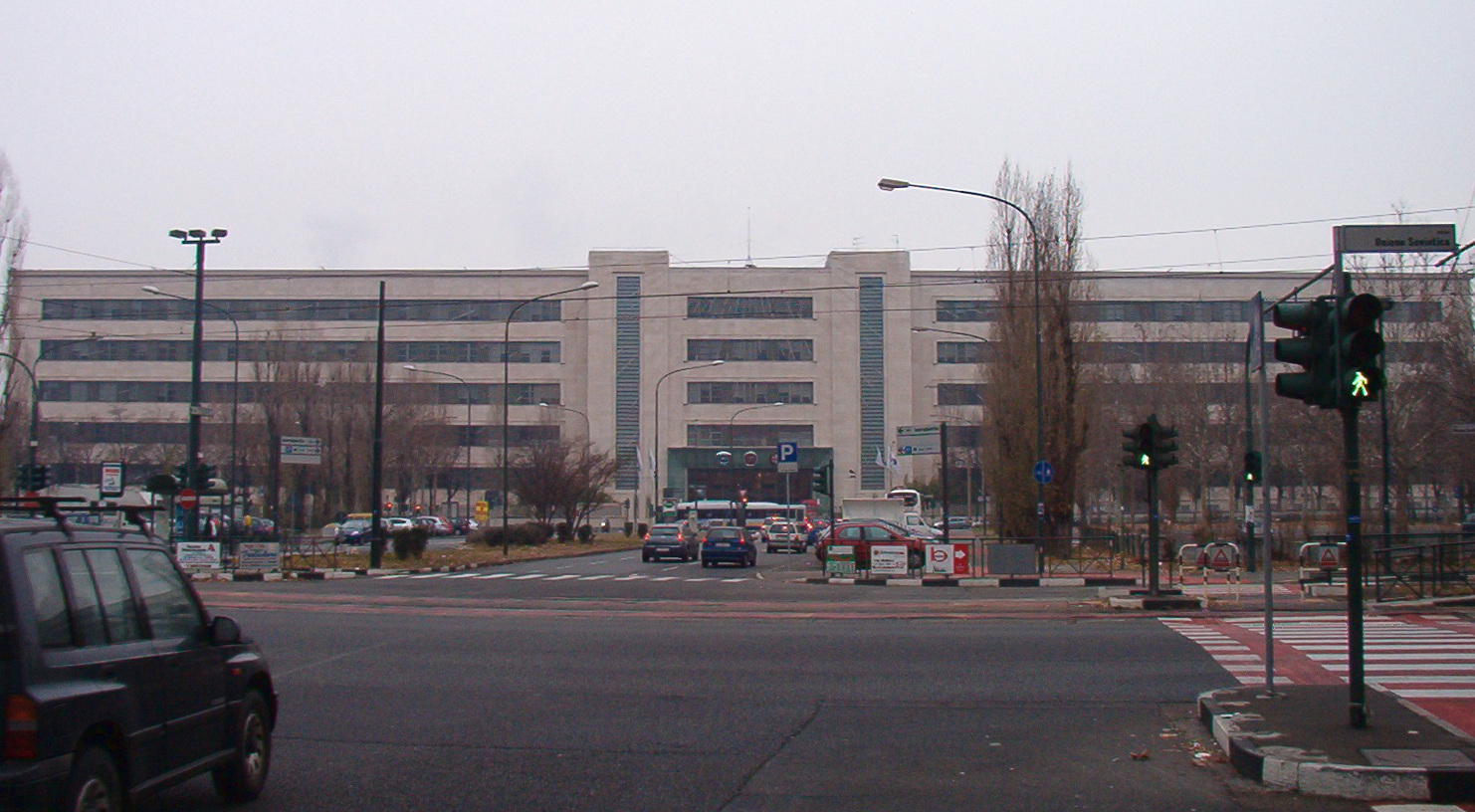
L'usine Fiat Mirafiori dans le sud de Turin en 2007.

La marche des quarante mille (italien : marcia dei quarantamila) ou en forme longue marche des quarante mille cadres de Fiat (italien : marcia dei quarantamila quadri FIAT) est une manifestation antisyndicale qui s'est déroulée à Turin le 14 octobre 1980.
Des milliers d'employés et de cadres de Fiat ont défilé dans les rues de Turin, la principale ville du groupe, pour protester contre les piquets de grève qui les empêchaient d'entrer dans l'usine depuis 35 jours. La manifestation a eu pour effet direct de pousser le syndicat à clore le conflit par un accord en faveur de Fiat. Elle est traditionnellement considérée comme le début d'un changement radical dans les relations entre les grandes entreprises et les syndicats dans le pays. En quelques années, le nombre de salariés du groupe Fiat chute de 200 000 à 120 000 dans tout le pays.
Rétrospectivement, la marche est considérée comme le début de la rupture de l'unité entre les salariés de la classe moyenne (les « cols blancs ») et ceux de la chaîne de montage (les « bleus de travail »).